# Штурм Національного конгресу Бразилії 2023
Штурм Національного конгресу Бразилії розпочався 8 січня 2023 року у відповідь на поразку тодішнього президента Жаїра Болсонару на загальних виборах 2022 року. 8 січня натовп прихильників Болсонару та інших правих екстремістів атакував штаб-квартиру федерального уряду Бразилії в столиці країни, Бразиліа. Натовп вдерся до Національного конгресу, будівлі Верховного суду та президентського палацу на площі Трьох Держав, намагаючись насильницьким шляхом повалити демократично обраного президента Бразилії Луїса Інасіу Лулу да Сілву, який вступив на посаду 1 січня. Багато учасників заворушень стверджували, що їхньою метою було підштовхнути армію до державного перевороту і зірвати демократичну передачу влади. Однак ні Лула, ні Болсонару не були в Бразиліа під час нападу. У відповідь на напад, о 18:00 того ж дня Лула оголосив, що підписав указ про введення надзвичайного стану у Федеральному окрузі, який закінчиться наприкінці січня 2023 року.